# Денніс Олієч
Денніс Огута Олієч (англ. Dennis Oguta Oliech, нар. 2 лютого 1985, Матаре, Найробі, Кенія) — кенійський футболіст, нападник, останнім клубом якого був клуб із Найробі «Гор Магія». Відомий за виступами у низці закордонних, переважно французьких, клубах, та збірній Кенії, у складі якої грав у 2002—2016 роках.

## Клубна кар'єра
Денніс Олієч народився у бідному районі Найробі Матаре. Розпочав займатися футболом у місцевій команді «Матаре Юнайтед», і вже в юному віці отримав пропозицію від французького «Олімпіка» з Марселя, проте тодішній президент клубу Боб Мунро заблокував цей трансфер. У 2013 році молодий кенійський нападник став гравцем катарської команди «Аль-Арабі», наступного року він мав намір прийняти катарське громадянство, проте пізніше відмовився від цієї ідеї.
У 2005 році Олієч перейшов до клубу французької Ліги 1 «Нант» за 3,7 мільйонів доларів США. Невдовзі після переїзду до Франції футболісту зробили операцію на коліні, що затримало його дебют у новій команді. Дебютував кенійський нападник у команді 11 березня 2006 року в матчі з клубом «Лілль», а за три тижні, 1 квітня, відзначився першим забитим м'ячем за «Нант» у матчі Кубка Франції проти клубу «Діжон». Наступного сезону Олієч не мав постійного місця в основі та рідше відзначався забитими м'ячами. За результатами сезону 2006—2007 років «Нант» вибув із Ліги 1, й Олієч вирішив змінити клуб. По закінченні сезону 2006—2007 років кенійський форвард перейшов до іншого французького клубу вищого дивізіону «Осер».
У новій команді Олієч дебютував 25 жовтня 2007 року в матчі з клубом «Лор'ян». У першому сезоні в клубі кенійський нападник відзначився 3 м'ячами в 26 проведених матчах, наступні два сезони також не відзначався високою результативністю, у сезоні 2008—2009 років відзначившись лише 2 забитими м'ячами в 30 матчах чемпіонату, а в сезоні 2009—2010 років відзначився 4 м'ячами в 33 матчах чемпіонату. За підсумками сезону 2009—2010 років «Осер» зайняв 3 місце в чемпіонаті Франції, та отримав путівку до Ліги чемпіонів. У євротурнірі Олієч зіграв 5 матчів у груповому турнірі, а в матчі з амстердамським «Аяксом» заробив вилучення після другого попередження. За підсумками цього сезону «Осер» зайняв лише 9 місце в чемпіонаті. У наступному сезоні Денніс Олієч відзначався значно кращою результативністю, відзначившись 10 забитими м'ячами в 33 матчах чемпіонату, проте за підсумками сезону «Осер» зайняв лише 20 місце в чемпіонаті, та вибув у Лігу 2. У складі «Осера» кенійський нападик виступав ще протягом півроку в другому дивізіоні, а в січні 2013 року підписав контрак із командою Ліги 1 «Аяччо» з однойменного міста. 31 січня 2013 року Олієч дебютував у корсиканській команді в матчі з «Евіаном». Проте цього сезону «Аяччо» виступало невдало, зайнявши лише 17 місце у вищому французькому дивізіоні, а в наступному сезоні команда зайняла 20 місце, та вибула з Ліги 1. У другому французькому дивізіоні в складі корсиканської команди Олієч виступав протягом півроку, після чого вирішив покинути «Аяччо».
Після того, як Денніс Олієч покинув корсиканський клуб, спочатку повідомлялось, що він стане гравцем клубу з ОАЕ «Ан-Наср», проте пізніше він став гравцем іншого клубу вищого дивізіону ОАЕ «Дубай». У дубайському клубі кенійський нападник грав до кінця 2015 року, після чого вирішив завершити кар'єру гравця.
На початку 2019 року Денніс Олієч вирішив відновити професійну кар'єру, ставши гравцем найтитулованішого кенійського клубу «Гор Магія». Разом із командою Олієч вже в перший рік виступів став чемпіоном країни. Проте вже в кінці серпня він покинув розташування команди, звинувативши керівництво клубу в невиплаті грошей, повідомивши, що шукає новий клуб у Кенії. Інтерес до досвідченого форварда висловив інший клуб із Найробі «АФК Леопардс». Проте досвідчений форвард усе-таки вирішив закінчити виступи на футбольних полях.

## Виступи за збірну
У 2002 році Денніс Олієч дебютував у складі збірної Кенії в матчі зі збірною Нігерії. У складі збірної він став переможцем Кубку КЕСАФА у 2002 році, причому на турнірі став кращим бомбардиром. 24 березня 2016 року футболіст заявив про завершення кар'єри в збірній. Усього за час виступів у національній команді Олієч зіграв 72 матчі, в яких відзначився 34 забитими м'ячами, що залишається найкращим результатом в історії кенійської збірної.

## Титули та досягнення
- Чемпіон Кенії (1):

«Гор Магія»: 2019
- Володар Кубок КЕСАФА (1):

Кенія: 2002